# マチャイアスの海戦
マチャイアスの海戦（英: Battle of Machias）は、アメリカ独立戦争開始直後の1775年6月11日から12日に起こったこの戦争では最初の海戦である。現在はメイン州となっているマチャイアスの港周辺で起こり、植民地側がイギリスのスクーナー船を拿捕するという結果になった。
アメリカ独立戦争が始まり、ボストン包囲戦が開始されると、イギリス当局はロイヤリストの商人イカボッド・ジョーンズの協力により物資の確保を進めた。6月2日にジョーンズの商船2隻がマチャイアス港に到着し、これをイギリス海軍の士官候補生、ジェイムズ・ムーアが指揮する武装スクーナー船マーガレッタが護衛していた。マチャイアスの町の人々はジョーンズの商習慣に不満を抱いており、ジョーンズを逮捕することに決め、その試みの中でムーアとその艦船を追跡することにした。ムーアは港からの脱出に成功したが、町の住人はジョーンズの船の1隻を捕獲してそれと地元の船1隻を武装させ、港から出てムーアの船と対峙した。短い戦闘の後で、植民地側がムーアの艦船とその乗組員を拿捕し、ムーアはその時に致命傷を負った。
戦争が進んだ1777年にマチャイアスの人々は、町の支配を試みて上陸しようとしたイギリス軍と戦い、またもイギリス艦船を拿捕するところまでいった（第二次マチャイアスの海戦）。マチャイアスの港を根拠にする私掠船などの活動がこの戦争の期間を通じてイギリス海軍にとって悩みの種になった。

## 背景
1775年4月19日、レキシントン・コンコードの戦いと共にイギリス領マサチューセッツ湾植民地でアメリカ独立戦争が始まった。この戦闘の後、植民地の民兵がイギリス軍が駐屯するボストンに集まり、ボストン包囲戦が開始された。
ボストンのイギリス軍指導者であるサミュエル・グレイブス提督とトマス・ゲイジ将軍は二人共、現在のメイン州東部、当時はマサチューセッツ湾植民地の一部にある小さな海岸製材業の町マチャイアスの人々と関係する事情があった。ゲイジは包囲されたボストンに到着する援軍のために兵舎を建てるための木材を必要としていた。グレイブスは、1775年2月に地元水先案内人によってマチャイアス湾で意図的に座礁させられたと考えられるイギリス海軍の艦船HMSハリファックスの残骸から大砲を回収したいと考えていた。この船の大砲はマチャイアスのパトリオット（独立推進派）から興味を持たれているという報告もあった。グレイブスはボストン港に商船を所有するロイヤリスト（王党派）でマチャイアスの商人イカボッド・ジョーンズに、その商船ユニティとポリーにマチャイアスの町に送る小麦などの食料を積ませて運ばせ、引き換えにゲイジが必要とする木材を運んで来ることを認めた。グレイブスは何か起こったときの用心のために、その旗艦HMSプレストンに乗り込む士官候補生ジェイムズ・ムーアに指揮をさせて武装スクーナー船マーガレッタを商船護衛のために派遣した。ムーアは行きがけに通り過ぎるハリファックスの残骸から回収できるものは回収してくるという命令も受けていた。

## マチャイアスへの到着
1775年6月2日、ジョーンズの商船がマチャイアス港に到着したが、マーガレッタはハリファックスの残骸から大砲を回収していたために遅れていた。ジョーンズは運んできた豚肉や小麦粉を売ることを拒まれ、ボストン向けの木材を積むことも認められないという抵抗に遭っていた。マチャイアス住人は6月6日に町の集会を開き、ジョーンズとの取引に反対することを決議した。この敵対的雰囲気のために、ジョーンズはムーアに町を砲撃できる距離までマーガレッタを移動させることを求めた。これに反応した町は2回目の集会を開き、今度は交易を行うことを認め、ユニティを桟橋につけて、荷卸しを始めた。
この決議の後、ジョーンズは交易に賛成した者とのみ商売を行うと宣言した。このことで反対票を投じた者達を怒らせ、地元民兵隊の指揮官ベンジャミン・フォスターが隣接する町の民兵と共にジョーンズ逮捕の策謀を練った。6月11日に教会でジョーンズを捕まえようという作戦は、ジョーンズが建物に近付いてくる男の集団に気付いたために失敗した。ジョーンズは森の中に逃げ込だが、2日後には出てきた。ムーアとその副官もその顛末を目撃したが、自船に戻ることができた。

## 前哨戦

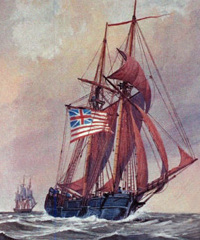
スループ船USSワスプ。マーガレッタはこれよりやや小さかった可能性がある。

民兵の何人かが係留されているユニティに乗船し、残っている物資を除去し、帆も取り去った。他の者は陸地を回ってマーガレッタが停泊している場所の近くに行き、その降伏を要求した。ムーアはこれを拒否し、町を砲撃すると脅した。マーガレッタは1ポンド砲弾を発射できる大砲を数門搭載していただけだが、この脅しは実際以上に効果があった。民兵の多くはマーガレッタより下流に投錨していたポリーに漕ぎ寄せ、それを港に曳いて行こうとした。恐らく低潮位のためにポリーが座礁してこの試みは失敗した。ムーアは碇を上げてポリーの側に行かせてそれを取り返そうとした。しかし、岸の民兵との間に短時間で取るに足らない銃火の応酬が行われ、ムーアは再度碇を上げて下流の安全な停泊所に移動させた。
翌12日、マチャイアスの男達が再結集した。フォスターは20名程を連れてイーストマチャイアスに向かい、地元のスクーナー船ファルマスパケットを徴発した。残りの男達がユニティを占領した。彼等は帆を張り、防御のために急拵えの胸壁として板材を当て、自分達はマスケット銃、熊手や斧で武装した。続いてこの時はマチャイアス湾の水域に着いていたマーガレッタを追って出港した。ムーアは前夜から近くに停泊していたスループ船のトビー船長を水先案内人として船に上げ、出発の準備をしていた。しかし、突風が来てマーガレッタのメインブームとガフ（斜桁）が壊れ航行性能を落とした。その結果、ホームズ湾に出るとムーアは1隻のスループ船を捕獲し、そのスパー（円材）とガフを取ってマーガレッタのものに置き換えさせた。このときコネチカットのノリッジ出身の水先案内人ロバート・アベリーも捕虜にした。

## 戦闘
ユニティに乗り組んだ約30人のマチャイアス住民はジェレマイア・オブライエンをその船長に選出し、マーガレッタを追って出港した。ユニティは速度の高い帆船であり、オブライエンの隊は動きの取れないマーガレッタに直ぐに追いついた。しかし、ファルマスパケットの方は遅れていた。多くの歴史家、中でもロジャー・ダンカンはユニティとファルマスパケットの双方がマーガレッタと交戦したとしているが、他の史料では違っている。20世紀初期のマチャイアスの歴史家ジョージ・ドリスコは、ファルマスパケットが座礁するかマーガレッタに追いつけなかったかであり、ユニティに載っていた者達だけが直接マーガレッタと交戦したと主張している。
ユニティが接近するのを見たムーアは帆を一杯に張らせ、脱出のためにボートを切り離した。ユニティがさらに近付くと発砲させたが、マチャイアスの者達は巧にその銃撃を避けてマーガレッタの船腹に横付けさせた。横付けは2回試みられたが、船腹を縛り付けオブライエンの兄弟であるジョンとジョセフ・ゲッチェルが先導してマーガレッタに乗り移った。両軍とも銃火を交わしている中で、ムーアが手榴弾をユニティに投げ入れたが、このときサミュエル・ワッツが彼の胸をマスケット銃で撃った。ダンカンの報告に拠れば、ファルマスパケットがマーガレッタのもう一方の舷に横付けし、双方の乗組員でマーガレッタを征圧した。
士官候補生のムーアは重傷であり、その副官である士官候補生のスティリングフリートが乗組員と船ともども降伏した。ムーアはマチャイアスのイカボッド・ジョーンズの甥スティーブン・ジョーンズの家に連れて行かれて治療を受けたが、翌日に死んだ。ムーアの乗組員で少なくとも3人が戦死した。この他にはイギリス兵に捕まっていた植民地人ロバート・アベリーも死んだ。イギリス艦の他の乗組員は約1か月間マチャイアスで拘留され、その後にマサチューセッツ湾植民地議会に引き渡された。別に出回った報告書では大げさに書かれ、この戦闘やマチャイアス地域での小戦闘で100名程のイギリス人が死んだとするものもあった 。マチャイアスの住人はジョン・マクニールとジェイムズ・クールブロスの2人が死んだ。クールブロスは戦闘で受けた傷が原因で後に死亡した。他に3人が重傷を負ったが生き残った。口から銃弾が入って耳の後に抜けたジョン・ベリーの他、アイザック・タフトとジェイムズ・コールが重傷者だった。

## 戦闘の後
マチャイアスの地域社会はイギリスからの報復攻撃を予測し、即座にマサチューセッツ湾植民地議会に指導、補給および援助を請願した。彼等は防衛隊を組織し、イギリスが報復に来た場合に備えて警戒を続けた。ジェレマイア・オブライエンは即座に捕獲した3隻の艦船のうちの1隻に（史料によって、どの艦船かということで異説がある。ポリーとユニティが言及されており、歴史家のジェイムズ・ボロは最近の学説がポリーに同意していると言っている）、胸壁を設け、マーガレッタから取ってきた大砲と旋回台を装備させ、その艦名をマチャイアス・リバティと変えた。1775年7月、ジェレマイア・オブライエンとベンジャミン・フォスターはイギリスの武装スクーナー船であるディリジェントとタタマグーチの2隻を捕獲した。両船の士官達がバックス港近くに来たときに捕虜になった。1775年8月、植民地議会は彼等の功績を認め、マチャイアス・リバティとディリジェントをマサチューセッツ海軍の所属とし、ジェレマイア・オブライエンをその指揮官として承認した。

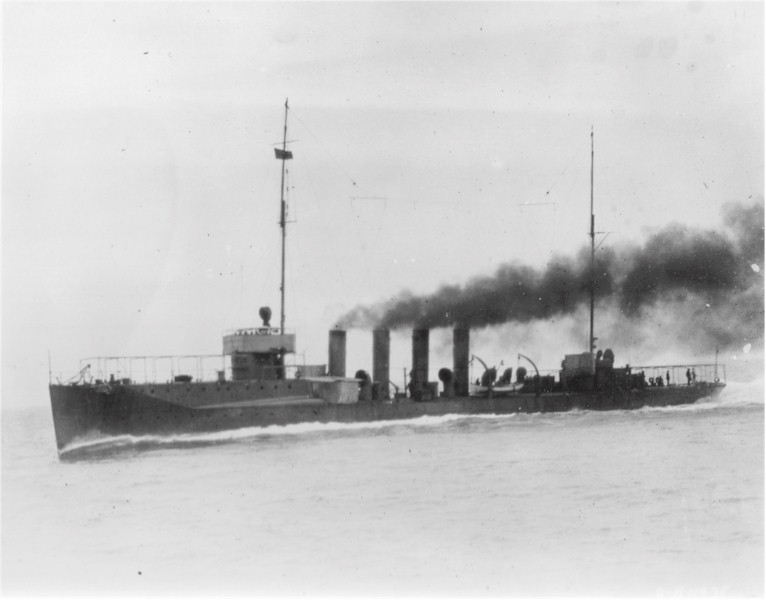
1914年に就役したアメリカ海軍のUSS O'Brien (DD-51)、ジェレマイア・オブライエンに因んで名付けられた艦船数隻の1つ

1777年8月にノバスコシア襲撃が計画され、マチャイアスで物資が蓄えられているという噂が流れ、イギリスの小艦隊が1,000名の将兵を運んでマチャイアスの町を占領しようとした。マチャイアスの住民が応戦して上陸を阻止した。先の噂はほんの一部だけが真実だった。そのアイディアが提案されたが、実質的な軍事作戦は立てられなかった。
アメリカ独立戦争の間、マチャイアス住人はマーガレッタを含め様々な艦船を艤装して武装させ、イギリスとの戦闘を求めて出港した。ジェレマイア・オブライエンとジョン・ランバートはどちらも大陸海軍で任官した。マチャイアス・リバティとディリジェントは包囲されているボストンに補給を目論むイギリス商船を妨害するために使われた。ジョン・オブライエンとジェリー・オブライエンは大砲20門搭載の艦船を建造し、アメリカの他国商船拿捕免許状の下に私掠行為を始めた。ジェリーは1777年遅くにニューヨーク沖で捕まえられたが、イギリスの監獄から脱出し、戦争期間を通じて私掠行為を続けた。
イギリス海軍の指揮層は戦争の間、マチャイアスの水兵の行動で、またマチャイアスを拠点にしたノバスコシアにおける軍事行動（例えばカンバーランド砦の戦い）で常に憤懣を募らされた。グレイブスはマチャイアスを一度ならず服従させようとした。1776年には「マチャイアスに進行してその勢力を減ずる」号令をかけ、ジョージ・コリアー卿には1777年に「マチャイアスに行って町を破壊する」命令を与えた。あるイギリス軍士官はコリアーに成り代わって、「マチャイアスの忌々しい反乱者はバンカーヒルの者達よりも始末が悪い」と語った。

## 自由の柱の話
この戦闘に関連してマチャイアスの住民がバーナム酒場で会合し、レキシントン・コンコードの戦いについて検討した後で、自由の柱を立てたという話が広く広まっている。この話は現在の歴史書やトラベルガイドでも言及されており、マチャイアス住人ジョン・オブライエンによって1831年に作られた話であるとされてきた。1775年のマチャイアス住人が送付した公式報告書や事件の他の参加者による文書を含め初期の史料には言及が無い。